# La Guyonnière
La Guyonnière korábbi község Franciaország Loire mente régiójában, Vendée megyében. Lakosainak száma 2753 fő (2018. január 1.). La Guyonnière La Boissière-de-Montaigu, Montaigu, Saint-Georges-de-Montaigu, Saint-Hilaire-de-Loulay és Treize-Septiers községekkel határos.
2019. január 1-jén négy másik korábbi községgel egyesült és az így létrejött Montaigu-Vendée új község része lett.

## Népesség
A település népességének változása:
| Lakosok száma | 2748 | 2733 | 2890 | 2738 | 2753 |
|               | 2013 | 2015 | 2016 | 2017 | 2018 |